# Bernhard Risberg
Johan Bernhard Risberg (født 23. september 1862, død 15. november 1947) var en svensk filolog og digter.
Risberg blev kandidat 1884, licentiat 1890, Dr. phil. 1892 og fra 1904 lektor i Linköping. Han begyndte som oversætter af Goethes Egmont (1889), men har senere oversat både prosa og vers fra græsk og latin, ligesom han har udgivet skoleudgaver af enkelte klassikere. I 1893 optrådte han med samlingen Dikter, der efterfulgtes af Vallmo och blåklint (1906) og På nyckelharpa och violin (1908), og flere af disse digte udmærker sig ved en dyb følelse for det skønne, en adelskab, som er af stor virkning, og en stilkunst, som også har præget hans metriske oversættelser og bidraget til, at Svenska Akademien flere gange har prisbelønnet hans fortjenester. Men tillige har Risberg haft betydning som salmekender og salmedigter, hvorom både Den svenska psalmbokens revision (1897) og I templets förgård (1902) bærer vidne. Desuden har han deltaget i oversættelsen af det Gamle Testamente og dets apokryfer. Af svensk litteraturhistorie har han fortjeneste ved sin undersøgelse Tyska forbilder till dikter av Atterbom og tobindsværket Den svenska versens teori, prosodiska och metriska undersökningar (1905—07), som vidner om både grundighed og originalitet.